# Plagiohammus ornator
Plagiohammus ornator là một loài bọ cánh cứng trong họ Cerambycidae.